# Františky
Františky (německy Franzensdorf, Frantischek, Frantischki) jsou vesnice a část obce Krouna v okrese Chrudim v Pardubickém kraji. Nachází se asi pět kilometrů východně od Krouny. Katastrální území Františky má rozlohu 3,14 km².

## Historie
Vesnice byla založena Františkem Antonínem Berkou z Dubé a Lipého (1635–1706) a lze tak její vznik datovat již před rok 1706. První zmínka o této vsi je však doložena až k roku 1713. V roce 1837 popsal německý topograf a spisovatel Johann Gottfried Sommer ve svém díle Das Königreich Böhmen: Chrudimer kreis Františky jako:
„73. Franzensdorf (Frantissek) nebo Paseky, dominikální vesnice se 78 domy a 549 obyvateli, leží vysoko a rozprostírají se na severozápadní straně horského hřebenu na brněnské hlavní silnici, na níž je hostinec. Je zde škola, v níž jsou s katolickými dětmi vyučovány také děti nekatolické. Obyvatelé jsou nádeníky, uhlíři, výrobci dřevěného nádobí, tkalci lnu, obchodníky se dřevem a lnem.“
 V roce 1840 jsou Františky popsány (jako Paseky) v jednom ze svazků Allgemeine Encyclopädie der Wissenschaften und Künste Johanna Samuela Ersche a Johanna Gottfrieda Grubera. Encyklopedické heslo, které zde zpracoval Gustav Franz von Schreiner, je víceméně totožné s popisem Sommerovým, avšak uvádí 79 domů. Ve své knize Popis králowstwí Českého dokládá František Palacký k roku 1843 domů 78 a 583 obyvatel. Devátý svazek slovníku Handwörterbuch der Landeskunde des Königreiches Böhmen z roku 1845, jehož autorem je Friedrich Carl von Watterich, hovoří o 89 domech a o 600 obyvatelích. Pozdější Topograficko-statistický slovník Čech, který roku 1870 sestavili Jan Orth a František Sládek, údaje dále koriguje:
„Františky, Paseky (Franzensdorf), ves od Františka Antonína Berky z Dubé a Lipého založená, 79 d. (většina porůznu), 555 ob. čes., kr. Chrud., okr. Skuč. (2 ¾ hod. jih. vých.), kat. i pol. obc. F., far. Kamenice pustá, býv. dom. Richenburk. Zde jest téměř nejvyšší vrchol Rychenburských hor.“

## Obyvatelstvo
| Rok            | 1869 | 1880 | 1890 | 1900 | 1910 | 1921 | 1930 | 1950 | 1961 | 1970 | 1980 | 1991 | 2001 | 2011 | 2021 |
| -------------- | ---- | ---- | ---- | ---- | ---- | ---- | ---- | ---- | ---- | ---- | ---- | ---- | ---- | ---- | ---- |
| Počet obyvatel | 624  | 618  | 617  | 587  | 540  | 541  | 482  | 268  | 232  | 151  | 75   | 44   | 41   | 46   | 43   |
| Počet domů     | 82   | 89   | 88   | 85   | 89   | 89   | 86   | 73   | 60   | 46   | 31   | 54   | 56   | 58   | 58   |

## Pamětihodnosti
- Evangelický hřbitov ve Františkách

## Rodáci

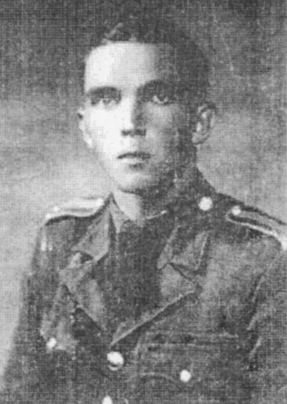
Stanislav Popelka

- Stanislav Popelka (1917–1940), vojenský pilot
- Jiří Kučera (1952–1994), pedagog, literární teoretik, regionalista